# نوفارينج

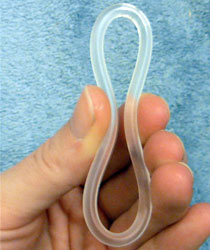
حلقات نوفارينج

نوفارينج (بالإنجليزية: NuvaRing)‏ هو الاسم التجاري لأحد أنواع موانع الحمل وهي عبارة عن حلقة توضع في المهبل وهي مصنوعة من مادة مطاطية يدخل في تركيبها هرموني الجنس إيتونوجستريل وإيثينيل إستراديول وتوضع في المهبل لمدة ثلاثة أسابيع، بينما يتم إخراجها بسهولة أثناء الدورة الشهرية وهي تستخدم لمرة واحدة فقط .
وافق عليها الإتحاد الأوروبي يوم 12 يونيو 2001، وفي الولايات المتحدة تمت الموافقة في 3 أكتوبر 2001 وتم تسويق نوفارينج أول مرة في الولايات المتحدة في يوليو 2002  وهي متاحفة في 32 بلد في العالم وتستخدمها مليون ونصف إمراة 
وجدت دراسة حديثة أن مستخدمات الحلقات المهبلية يزيد خطر الإصابة لديهن بتجلط وريدي بزيادة 6.5 مرات بالمقارنة مع غير المستخدمات.